# Astrid Chazal
Pour les articles homonymes, voir Chazal.
 Astrid Chazal  est une joueuse de football française née le 10 décembre 1989 à Montbrison dans la Loire. Elle évoluait au poste de défenseur central. Elle a remporté la coupe de France 2011 à l'âge de 22 ans.

## Biographie

### Les débuts
Le père d'Astrid Chazal est vendeur-réparateur de cycles. Celle-ci commence le football à 6 ans au club de Marcilly-le-Châtel, mais, comme elle l'explique, « à 14 ans, je ne pouvais plus jouer avec les garçons, alors j’ai rejoint l’équipe féminine de Lézigneux ».

### Footballeuse
Elle joue à l'AS Saint-Étienne et en équipe de France de football des moins de 19 ans, universitaire, équipe de France B.
Elle met un terme à sa carrière de footballeuse fin 2013, après une troisième rupture des ligaments du genou.

### Un nouveau départ: le cyclisme
Elle devient masseuse-kinésithérapeute à Saint-Étienne et commence une nouvelle carrière sportive au sein du peloton cycliste féminin. En 2015, elle prend une licence au Club des cyclos de Marcilly et, l'année suivante, elle intègre le club de cyclisme DN 17 Poitou-Charente, ce qui lui permet de devenir internationale et d'être sélectionnée en équipe de France pour la Flèche Wallonne.
Après de nouvelles blessures en 2017, elle doit arrêter sa carrière, tout en poursuivant son travail de masseuse-kinésithérapeute.

## Carrière en football
- 2007 - 2013 : AS Saint-Étienne

### Palmarès
- 2005 : Coupe de la Loire
- 2006 : Montée en Division 3
- 2006 : Nationale 16 ans
- 2006 : Finaliste de la Nordic Cup U17
- 2007 : Demi-finaliste du Championnat d'Europe U19
- 2007 : Montée en Division 1
- 2011 : Vainqueur du Challenge de France
- 2011 : 4e aux Universiades de Shenzhen (équipe de France universitaire)

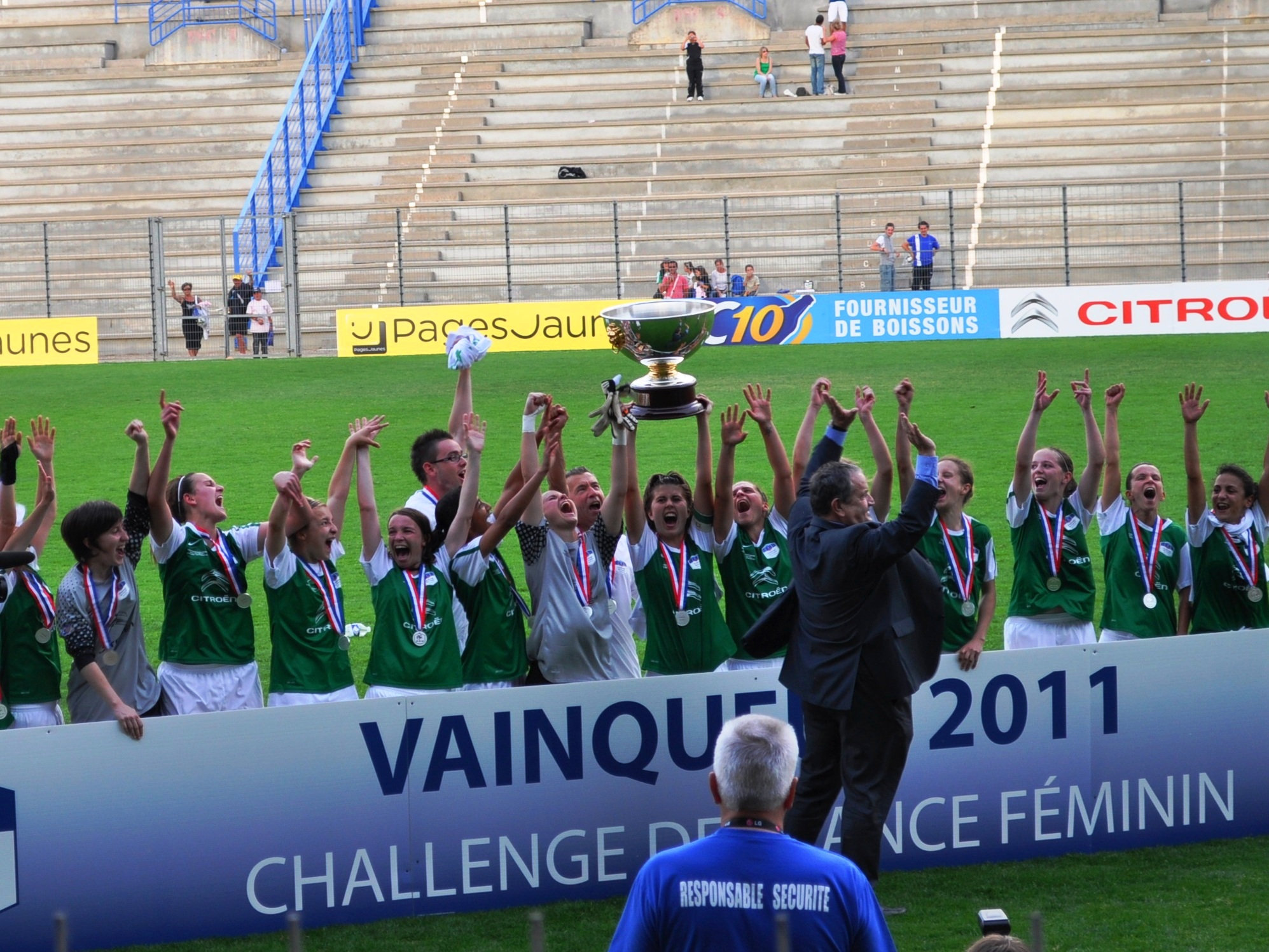
Astrid Chazal, au centre, portant le trophée du Challenge de France en 2011.

### Sélections nationales
- U17 : 4 sélections
- U19 : 16 sélections

## Carrière en cyclisme
- 2015 : Cercle des Passionnés MAVIC
- 2016 : Club Atlantic Cycling Compétition

### Palmarès
- 2016
  - 3e du Grand Prix Fémin'Ain (cdf[Quoi ?])